# 德永英明
德永 英明（とくなが ひであき、1961年〈昭和36年〉2月27日 - ）は、日本のシンガーソングライター、俳優。
福岡県柳川市生まれ、兵庫県伊丹市育ち。身長175cm。所属レコード会社は日本コロムビア。公式ファンクラブは「TONY'S CLUB」である。俳優、歌手、モデルとして活動しているレイニは次男である。

## 経歴

### 生い立ち
福岡市立別府小学校、伊丹市立南中学校、伊丹市立伊丹高等学校を卒業後、大阪の観光専門学校（のちに中退）へ。
中学2年の時にラジオから流れてくる音楽に励まされ勇気をもらっていた。中学3年生の時に、井上陽水の「氷の世界」を聴いて衝撃を受け、音楽で自分を表現したいと思うようになる。

### デビューまで
専門学校を中退後、19歳の時に上京、アルバイトをしながらミュージシャンを目指す。レコード会社近くの飲食店などで働き、顔馴染みになった音楽業界の関係者に自作の曲の入ったカセットテープを渡したりするなど、音楽で身を立てられるよう積極的にアプローチをしていた。またこの頃から新宿ルイードで定期的にライブを行う。父親から「25歳までにデビュー出来なかったら、自分と同じ保険の営業マンになれ」と忠告された。
オーディション番組『スター誕生!』第44回決戦大会に出場。山下達郎の「RIDE ON TIME」を熱唱するが、惜しくもスカウトされず。同じ日に松本明子（渡辺プロダクションからスカウト）、本田美奈子も出場していた。デビューのきっかけを求め22歳で俳優養成校TBS緑山塾入塾。
1985年8月、第2回マリンブルー音楽祭においてグランプリ受賞。
1985年、上記マリンブルー音楽祭を主催する上野義美が1982年に立ち上げたミニFM局「KIDS RADIO STATION」（通称：KIDS）制作・総指揮をとるロックミュージカル「はらじゅくグラフィティ」の概要を発表。德永もオーディションに参加する。オーディション参加者にミュージカルスターやダンサーを目指す者も多く激戦であった。最終オーディションではSAM（のちにTRFに所属）と德永が競い、役柄のイメージとルックス、歌唱力が抜きん出ていた德永が主演・トニー役を射止める。のちに設立されるファンクラブ名「TONY'S CLUB」は、この公演の役名から拝借した。同年10月、東郷神社特設ステージにて10日間の公演が行われた。共演は七瀬なつみ（本名・滝沢美千代名義）など。

### プロデビュー
1986年1月21日、アルバム『Girl』、シングル「Rainy Blue」でRadio Cityレコードよりレコード・デビュー。先述の父親との「25歳まで」の約束ギリギリの24歳10ヶ月でデビュー。24日に新宿ルイードでメジャーデビューライブ。
同年2月8日、朝日放送（ABC）『ヤングプラザ』出演、「Rainy Blue」を歌う。メジャー・デビュー後初のテレビ出演。
同年4月15日、オフィシャルファンクラブ「TONY'S CLUB」設立。
同年9月20日、KBC新人歌謡音楽祭優秀新人賞受賞。
1987年、Radio Cityレコードを同じ文化放送と渡辺プロダクションの合弁会社であったアポロン（後のバンダイ・ミュージックエンタテインメント）に統合、業務移管。德永もアポロンへ。

### 「輝きながら…」のヒット
同年8月、富士フイルム「フジカラー」のCMソングとなったシングル「輝きながら…」が、自身初めて週間オリコンチャートの10位以内に入るヒット曲となる。またTBSテレビ系『ザ・ベストテン』や、日本テレビ系『歌のトップテン』に初ランクインを果たした。
1988年12月14日・12月15日、初の日本武道館コンサート。TBS緑山塾時代に宣言した、「5年後に武道館でライブをやりたい」目標を実現させた。
1989年12月28日、フジテレビ系ドラマ『悲しいほど好き! 〜Mr.ダンディお嬢様に恋をする〜』の神崎邦彦役でテレビドラマ初出演&初主演。

### 事務所独立
1990年、事務所を独立。プライベートオフィス「マゼラン」設立。
同年1月16日、シングル「夢を信じて」をリリース。テレビアニメ『ドラゴンクエスト』主題歌。現時点で同曲が、自身最大のシングル売上数・39.7万枚（オリコン）を記録。
同年7月7日、シングル「壊れかけのRadio」をリリース。本人も出演したTBS系金曜ドラマ『都会の森』主題歌。前作「夢を信じて」に次ぐ売上数・36.6万枚（オリコン）を記録。当時の德永はヒット曲を生み出す重圧に苦悩しながらも、中学生の頃に純粋に音楽と向き合っていた頃の自分を思い出し、同曲を書き上げたという。
同年10月9日（トクの日）、アルバム『JUSTICE』をリリース。
1991年3月、德永自身初めてのCM出演・カネボウ「ZENITH」（男性化粧品）がオンエアされる。
同年4月10日、上述のカネボウ化粧品・CMソング「Wednesday Moon」をリリース。4月22日付で自身初となる週間オリコン1位を獲得。
同年9月5日、月桂冠のCMソングに採用された「LOVE IS ALL」をリリース、自身3番目のシングル売上数・35.4万枚（オリコン）を記録。
1993年1月、声帯ポリープ手術のため、ツアーを延期。
同年2月、児童環境づくりのための期間限定ユニット「USED TO BE A CHILD」に参加。『僕らが生まれたあの日のように』をリリース。

### 結婚〜レコード会社移籍
1994年9月、元モデルの女性との結婚を発表。
1995年、第一子誕生。
1996年、レコード会社「アポロン」が「バンダイ」に吸収され「バンダイ・ミュージックエンタテインメント」となる。
1997年11月、進むべき道を見失い、原点に戻る意味でシングル「Rainy Blue 〜1997 Track〜」をリリース。ベスト・アルバム『Ballade Of Ballade』をリリース。初のバラード・コンサートを行う。
1998年、第二子誕生。スペインに単身で渡り、充電期間を過ごす。レコード会社をキングレコードへ移籍。
2000年、バンダイ・ミュージックエンタテインメント解散により、同社から販売されたCD・ビデオなどが回収。

### もやもや病の発症
2001年1月6日より、TBS『スーパーサッカー』メインパーソナリティーを務める。
2001年5月、もやもや病のため、コンサートツアーを中止。『スーパーサッカー』降板。
2002年11月、もやもや病を克服。レコード会社をユニバーサルミュージックへ移籍、活動再開。
2003年5月、よみうりランドにて野外ライブ「赤い太陽の日」を開催。以後、夏恒例のイベントとなり、2009年まで7回連続で開催。

### カバー・アルバム『VOCALIST』のリリース
2005年、女性ヴォーカルの曲をカバーしたアルバム『VOCALIST』をリリース。
2006年、デビュー20周年記念のベスト・アルバム『BEAUTIFUL BALLADE』をリリース、コンサートツアー「Beautiful Ballade」・「Beautiful symphony」を行う。また、2作目のカバー・アルバム『VOCALIST 2』をリリース。年末には第57回NHK紅白歌合戦に初出場、『壊れかけのRadio』を披露。
2007年5月、奈良の薬師寺で行われた「“Present Tree Live〜音楽の力で森をつくろう〜”薬師寺本尊開眼1310年記念奉納コンサート」に出演。3作目のカバー・アルバム『VOCALIST 3』をリリース。
2008年、ベスト・アルバム『SINGLES BEST』とカップリング曲を集めたベスト・アルバム『SINGLES B-side BEST』を同時リリース。
2010年、4作目のカバー・アルバム『VOCALIST 4』をリリース。德永は1980年代から2010年代までの4つの西暦10年代連続でアルバム首位を獲得（1980年代：『BIRDS』、1990年代：『JUSTICE』・『Revolution』、2000年代：『VOCALIST 3』・『WE ALL』、2010年代：『VOCALIST 4』）。男性アーティストによる4年代連続のアルバム首位獲得は德永が初（女性アーティストを含めると、1970年代から2000年代まで4年代連続でアルバム首位を獲得した松任谷由実以来、2組目）。

### 近況
2016年2月22日、もやもや病による脳梗塞発症予防のため左複合バイパス手術を行う。3月11日、退院。3月いっぱい加療のため活動を休止。
同年7月と8月に急性咽頭喉頭炎のため、全国ツアー「30th ANNIVERSARY CONCERT TOUR 2016」の一部公演を延期。
2018年9月、軽度の脳梗塞を発症し入院。予定されていた公演を延期。9月11日、退院。10月7日の大阪公演から全国ツアー再開。12月5日、移動の新幹線車中で体調不良を訴え、「過度の肉体疲労による過換気症候群」と診断され、翌6日に予定された富山公演を延期。

## 人物
- 音楽活動以外にも、映画『シンガポール・スリング』（1993年公開）の企画・原案、TBSドラマ『都会の森』（1990年）に俳優として出演、ラジオ番組『From C Side』の進行、TBS『スーパーサッカー』の司会なども歴任している。
- 熱狂的な大のサッカーファンとしても知られており[14]、TBSの『スーパーサッカー』の司会を生島ヒロシに続いて2代目を務めた[15]。
- 1987年10月29日の『ザ・ベストテン』に出演時「輝きながら…」を歌った際、歌う德永のバックでハゲた男性たちが一斉に野球帽を取るというドッキリを仕掛けられたことがあった[16]。
- 1988年3月10日、浅間神社で「風のエオリア」のヒット祈願を行い、そのまま同地から「ザ・ベストテン」に中継で生出演した際、歌い終えた直後に突然倒れ救急車で搬送された。この出来事の後、高音が歌えるようになった[16]。
- 息子は俳優、ミュージシャンのレイニ[17]。

## ディスコグラフィ

### シングル
| 枚                                       | 発売日               | タイトル                           | 規格品番                                                              | 収録アルバム                              | 最高位               |
| ラジオシティレコード                     | ラジオシティレコード | ラジオシティレコード               | ラジオシティレコード                                                  | ラジオシティレコード                      | ラジオシティレコード |
| ---------------------------------------- | -------------------- | ---------------------------------- | --------------------------------------------------------------------- | ----------------------------------------- | -------------------- |
| 1st                                      | 1986年1月21日        | Rainy Blue                         | BY10-4                                                                | Girl                                      | 90位                 |
| 1st                                      | 1997年11月1日        | Rainy Blue 〜1997 Track〜          | APDA-238                                                              | Ballade of Ballade                        | 31位                 |
| 2nd                                      | 1986年7月21日        | 夏のラジオ                         | BY10-5                                                                | radio                                     | 圏外                 |
| 3rd                                      | 1987年5月21日        | BIRDS                              | BY10-6                                                                | BIRDS                                     | 圏外                 |
| アポロン                                 |                      |                                    |                                                                       |                                           |                      |
| 4th                                      | 1987年7月5日         | 輝きながら…                        | BY10-7                                                                | BIRDS                                     | 4位                  |
| 5th                                      | 1988年2月24日        | 風のエオリア                       | BY10-1                                                                | DEAR                                      | 4位                  |
| 6th                                      | 1988年10月25日       | 最後の言い訳                       | BY10-10                                                               | REALIZE                                   | 4位                  |
| 7th                                      | 1989年4月21日        | 恋人                               | CO91-1                                                                | REALIZE                                   | 7位                  |
| 8th                                      | 1989年9月21日        | Myself 〜風になりたい〜/心のボール | APDA-1                                                                | REALIZE                                   | 8位                  |
| 9th                                      | 1990年1月16日        | 夢を信じて                         | APDA-15                                                               | INTRO.II                                  | 3位                  |
| 10th                                     | 1990年7月7日         | 壊れかけのRadio                    | APDA-27                                                               | JUSTICE                                   | 5位                  |
| 11th                                     | 1991年4月10日        | Wednesday Moon                     | APDA-39                                                               | Revolution                                | 1位                  |
| 12th                                     | 1991年9月5日         | LOVE IS ALL                        | APDA-49                                                               | Revolution                                | 3位                  |
| 13th                                     | 1991年10月28日       | Revolution                         | APDA-53                                                               | Revolution                                | 23位                 |
| 14th                                     | 1992年4月21日        | 恋の行方                           | APDA-62                                                               | INTRO.II                                  | 4位                  |
| 15th                                     | 1992年11月2日        | I LOVE YOU                         | APDA-71                                                               | INTRO.II                                  | 7位                  |
| 16th                                     | 1993年5月10日        | もう一度あの日のように             | APDA-82                                                               | Nostalgia                                 | 6位                  |
| 17th                                     | 1993年8月23日        | FRIENDS                            | APDA-91                                                               | Nostalgia                                 | 5位                  |
| 18th                                     | 1993年11月1日        | 僕のそばに                         | APDA-93                                                               | Nostalgia                                 | 4位                  |
| 19th                                     | 1994年11月9日        | 永遠の果てに                       | APDA-127                                                              | 太陽の少年                                | 4位                  |
| 20th                                     | 1995年11月1日        | 未来飛行                           | APDA-157                                                              | 太陽の少年                                | 13位                 |
| バンダイ・ミュージックエンタテインメント |                      |                                    |                                                                       |                                           |                      |
| 21st                                     | 1996年7月21日        | ROUGH DIAMOND                      | APDA-187                                                              | bless                                     | 15位                 |
| 22nd                                     | 1996年11月25日       | SMILE                              | APDA-201                                                              | bless                                     | 20位                 |
| 23rd                                     | 1997年1月21日        | 誓い                               | APDA-207                                                              | bless                                     | 15位                 |
| 24th                                     | 1997年7月16日        | 情熱                               | APDA-224                                                              | bless                                     | 15位                 |
| キングレコード / KMW                     |                      |                                    |                                                                       |                                           |                      |
| 25th                                     | 1999年1月27日        | 青い契り                           | KIDS-410                                                              | honesto                                   | 14位                 |
| 26th                                     | 1999年4月28日        | 僕のバラード                       | KIDS-420                                                              | honesto                                   | 19位                 |
| 27th                                     | 2000年2月2日         | 追憶/恋心                          | KIDS-440                                                              | remind                                    | 30位                 |
| 28th                                     | 2000年4月26日        | オリオンの炎                       | KIDS-450                                                              | remind                                    | 26位                 |
| 29th                                     | 2000年11月22日       | 種                                 | KIDS-460                                                              | INTROIII                                  | 34位                 |
| 30th                                     | 2001年1月31日        | call                               | KICM-1020                                                             | INTROIII                                  | 29位                 |
| ユニバーサルミュージック                 |                      |                                    |                                                                       |                                           |                      |
| 31st                                     | 2003年1月21日        | 君をつれて                         | UMCK-5075                                                             | 愛をください                              | 14位                 |
| 32nd                                     | 2003年10月1日        | 君は君でいたいのに/壊れかけのRadio | UMCK-5108                                                             | セルフカヴァー・ベスト 〜カガヤキナガラ〜 | 16位                 |
| 33rd                                     | 2004年9月1日         | My Life                            | UMCK-9107（初回限定盤） UMCK-5120（通常盤）                           | MY LIFE                                   | 14位                 |
| ユニバーサルシグマ / A&Mレコード         |                      |                                    |                                                                       |                                           |                      |
| 34th                                     | 2005年8月31日        | 時代                               | UMCK-5134                                                             | VOCALIST                                  | 28位                 |
| 35th                                     | 2006年2月1日         | SAYONARAの理由/ボクニデキルコト    | UMCK-5138（通常盤） UMCK-9136（アニメ盤）                             | BEAUTIFUL BALLADE                         | 30位                 |
| 36th                                     | 2006年6月28日        | 恋をしてゆこう                     | UMCK-5148                                                             | SINGLES BEST                              | 20位                 |
| 37th                                     | 2006年7月26日        | 雪の華                             | UMCK-5150                                                             | VOCALIST 2                                | 35位                 |
| 38th                                     | 2006年10月4日        | happiness                          | UMCK-5154                                                             | SINGLES BEST                              | 10位                 |
| 39th                                     | 2007年7月2日         | 恋におちて -Fall in love-          | UMCK-5177                                                             | VOCALIST 3                                | 18位                 |
| 40th                                     | 2008年4月9日         | 抱きしめてあげる/花束              | UMCK-5201                                                             | WE ALL                                    | 6位                  |
| 41st                                     | 2008年7月16日        | 愛が哀しいから                     | UMCK-5210（通常盤） UMCK-9227（初回限定盤）                           | SINGLES BEST                              | 10位                 |
| 42nd                                     | 2008年10月8日        | 小さな祈り〜P.S.アイラヴユー       | UMCK-5221（通常盤） UMCK-9239（初回限定盤）                           | WE ALL                                    | 11位                 |
| 43rd                                     | 2009年4月8日         | 砂時計                             | UMCK-5237（通常盤） UMCK-9275（初回限定盤）                           | WE ALL                                    | 6位                  |
| 44th                                     | 2009年8月19日        | Hello                              | UMCK-5244（通常盤） UMCK-9289（初回限定盤）                           | STATEMENT                                 | 17位                 |
| 45th                                     | 2010年3月31日        | 時の流れに身をまかせ               | UMCK-5269                                                             | VOCALIST 4                                | 11位                 |
| 46th                                     | 2011年1月19日        | 春の雪                             | UMCK-5307（通常盤） UMCK-9407（初回限定盤）                           | N/A                                       | 7位                  |
| 47th                                     | 2011年4月13日        | 黄昏を止めて                       | UMCK-5318（通常盤） UMCK-9431（初回限定盤A） UMCK-9418（初回限定盤B） | VOCALIST & BALLADE BEST                   | 8位                  |
| 48th                                     | 2011年8月3日         | 明日へ帰ろう                       | UMCK-9442（通常盤） UMCK-9443（初回限定盤）                           | N/A                                       | 12位                 |
| 49th                                     | 2012年5月9日         | 人形の家/夢は夜ひらく              | UMSK-5002（CT） UMCK-5380（CD）                                       | VOCALIST VINTAGE                          | 20位                 |
| 50th                                     | 2012年11月21日       | 名前のないこの愛のために/響        | UMCK-5409（通常盤） UMCK-9566（初回盤）                               | STATEMENT                                 | 19位                 |
| 51st                                     | 2013年6月5日         | STATEMENT/あなたに逢えてよかった   | UMCK-5432（通常盤） UMCK-9621（初回限定盤）                           | STATEMENT                                 | 18位                 |
| 52nd                                     | 2014年9月24日        | さよならの向う側/春なのに          | UMCK-5495（通常盤） UMCK-9699（初回限定盤A） UMCK-9700（初回限定盤B） | VOCALIST 6                                | 8位                  |
| 53rd                                     | 2016年3月9日         | 君がくれるもの                     | UMCK-5592（通常盤） UMCK-9811（初回限定盤A） UMCK-9816（初回限定盤B） | ALL TIME BEST Presence                    | 14位                 |
| 54th                                     | 2017年6月28日        | バトン                             | UMCK-5629（通常盤） UMCK-9910（初回限定盤）                           | BATON                                     | 23位                 |

### アルバム

#### オリジナル・アルバム
| 枚                                       | 発売日               | タイトル             | 規格品番 | 最高位               |
| ラジオシティレコード                     | ラジオシティレコード | ラジオシティレコード | ラジオシティレコード | ラジオシティレコード |
| ---------------------------------------- | -------------------- | -------------------- | --- | -------------------- |
| 1st                                      | 1986年1月21日        | Girl                 | RL-3042（LP） RCD-2013（CD） | 66位                 |
| 2nd                                      | 1986年8月21日        | radio                | RL-3046（LP） RCD-2026（CD） | 73位                 |
| アポロン                                 |                      |                      | |                      |
| 3rd                                      | 1987年5月21日        | BIRDS                | AY28-14（LP） BY32-37（CD） | 1位                  |
| 4th                                      | 1988年4月21日        | DEAR                 | AY28-21（LP） BY32-47（CD） | 2位                  |
| 5th                                      | 1989年5月21日        | REALIZE              | R256-2（LP） C292-2（CD） | 4位                  |
| 6th                                      | 1990年10月9日        | JUSTICE              | APCA-16 | 1位                  |
| 7th                                      | 1991年10月5日        | Revolution           | APCA-30 | 1位                  |
| 8th                                      | 1993年12月10日       | Nostalgia            | APCA-107 | 3位                  |
| 9th                                      | 1995年12月8日        | 太陽の少年           | APCA-148 | 8位                  |
| バンダイ・ミュージックエンタテインメント |                      |                      | |                      |
| 10th                                     | 1997年2月26日        | bless                | APCA-178 | 4位                  |
| キングレコード / KMW                     |                      |                      | |                      |
| 11th                                     | 1999年6月2日         | honesto              | KICS-730 | 8位                  |
| 12th                                     | 2000年5月24日        | remind               | KICS-800 | 13位                 |
| ユニバーサルミュージック                 |                      |                      | |                      |
| 13th                                     | 2003年2月27日        | 愛をください         | UMCK-9033（初回限定盤） UMCK-1157（通常盤） | 17位                 |
| 14th                                     | 2004年9月29日        | MY LIFE              | UMCK-1181 | 25位                 |
| ユニバーサルシグマ / A&Mレコード         |                      |                      | |                      |
| 15th                                     | 2009年5月6日         | WE ALL               | UMCK-9277（初回盤A） UMCK-9278（初回盤B） UMCK-1308（通常盤） | 1位                  |
| 16th                                     | 2013年7月17日        | STATEMENT            | UMCK-9626（初回限定盤A） UMCK-9627（初回限定盤B） UMCK-1455（通常盤） | 4位                  |
| 17th                                     | 2017年7月19日        | BATON                | UMCK-9911（初回限定盤A） UMCK-9912（初回限定盤B） UMCK-1572（通常盤） | 8位                  |
| 18th                                     | 2021年6月2日         | LOVE PERSON          | UMCK-7112（写真集付限定盤） UMCK-7113（初回限定MTV Unplugged映像盤） UMCK-7114/5（初回限定LOVE PERSON MY BEST -VOCALIST-盤） UMCK-7116/7（初回限定LOVE PERSON MY BEST -ORIGINAL-盤） UMCK-1691（通常盤） | 3位                  |

#### ベスト・アルバム
| 枚                                       | 発売日         | タイトル                                                | 規格品番                                                                                      | 最高位   |
| アポロン                                 | アポロン       | アポロン                                                | アポロン                                                                                      | アポロン |
| ---------------------------------------- | -------------- | ------------------------------------------------------- | --------------------------------------------------------------------------------------------- | -------- |
| 1st                                      | 1987年12月5日  | INTRO.                                                  | AY28-16（LP） BY32-41（CD）                                                                   | 6位      |
| 2nd                                      | 1992年12月4日  | INTRO.II                                                | APCA-73                                                                                       | 2位      |
| バンダイ・ミュージックエンタテインメント |                |                                                         |                                                                                               |          |
| 3rd                                      | 1997年11月1日  | Ballade of Ballade                                      | APCA-9006                                                                                     | 3位      |
| 4th                                      | 1998年11月21日 | シングルコレクション (1986〜1991)                       | APCA-248                                                                                      | 19位     |
| 5th                                      | 1998年11月21日 | シングルコレクション (1992〜1997)                       | APCA-249                                                                                      | 27位     |
| キングレコード / KMW                     |                |                                                         |                                                                                               |          |
| 6th                                      | 2001年2月28日  | INTROIII                                                | KICS-860                                                                                      | 17位     |
| ユニバーサルミュージック                 |                |                                                         |                                                                                               |          |
| 7th                                      | 2003年10月1日  | セルフカヴァー・ベスト 〜カガヤキナガラ〜               | UMCK-9043（初回生産限定盤） UMCK-1168（通常盤）                                               | 16位     |
| ユニバーサルシグマ / A&Mレコード         |                |                                                         |                                                                                               |          |
| 8th                                      | 2006年2月22日  | BEAUTIFUL BALLADE                                       | UMCK-9137（初回限定生産盤） UMCK-1201（通常盤）                                               | 8位      |
| 9th                                      | 2008年8月13日  | SINGLES BEST                                            | UMCK-9230/1（初回生産限定盤A） UMCK-9232/4（初回生産限定盤B） UMCK-1262/3（通常盤）           | 2位      |
| 10th                                     | 2008年8月13日  | SINGLES B-side BEST                                     | UMCK-1264/5                                                                                   | 11位     |
| 11th                                     | 2011年4月27日  | VOCALIST & BALLADE BEST                                 | UMCK-9421/2（初回プライス盤） UMCK-9419（初回盤A） UMCK-9420（初回盤B） UMCK-1388/9（通常盤） | 2位      |
| 12th                                     | 2016年4月13日  | ALL TIME BEST Presence                                  | UMCK-9817（初回限定盤） PDCS-1902（ボックス・セット） UMCK-1535（通常盤）                     | 5位      |
| 13th                                     | 2016年8月17日  | ALL TIME BEST VOCALIST                                  | UMCK-9859（初回限定盤） UMCK-1549/50（通常盤）                                                | 2位      |
| 14th                                     | 2018年7月4日   | 永遠の果てに〜セルフ・カヴァーベストI〜                 | UMCK-9954（初回限定盤A） UMCK-9955（初回限定盤B） UMCK-1602（通常盤）                         | 7位      |
| 15th                                     | 2019年7月3日   | 太陽がいっぱい Plein Soleil〜セルフ・カヴァーベストII〜 | UMCK-7019（初回限定盤A） UMCK-7020（初回限定盤B） UMCK-1627（通常盤）                         | 9位      |

#### カバー・アルバム
オリコン調査では、シリーズ累計売上は300万枚を突破した。出荷枚数は350万枚を突破。
| 枚                               | 発売日                           | タイトル                         | 規格品番                                                                                | 最高位                           |
| ユニバーサルシグマ / A&Mレコード | ユニバーサルシグマ / A&Mレコード | ユニバーサルシグマ / A&Mレコード | ユニバーサルシグマ / A&Mレコード                                                        | ユニバーサルシグマ / A&Mレコード |
| -------------------------------- | -------------------------------- | -------------------------------- | --------------------------------------------------------------------------------------- | -------------------------------- |
| 1st                              | 2005年9月14日                    | VOCALIST                         | UMCK-9126（初回限定生産盤） UMJK-9050（LPレコード盤） UMCK-1195（通常盤）               | 5位                              |
| 2nd                              | 2006年8月30日                    | VOCALIST 2                       | UMCK-9149（初回限定生産盤） UMJK-9052（LPレコード盤） UMCK-1212（通常盤）               | 3位                              |
| 3rd                              | 2007年8月15日                    | VOCALIST 3                       | UMCK-9185（初回盤A） UMCK-9186（初回盤B） UMJK-9054（LPレコード盤） UMCK-1232（通常盤） | 1位                              |
| 4th                              | 2010年4月20日                    | VOCALIST 4                       | UMCK-9330（初回盤A） UMCK-9331（初回盤B） UMCK-1352（通常盤）                           | 1位                              |
| 5th                              | 2012年5月30日                    | VOCALIST VINTAGE                 | UMCK-9488（初回盤A） UMCK-9489（初回盤B） UMCK-1419（通常盤）                           | 3位                              |
| 6th                              | 2015年1月21日                    | VOCALIST 6                       | UMCK-9714（初回限定盤A） UMCK-9715（初回限定盤B） UMCK-1505（通常盤）                   | 3位                              |

#### ライブ・アルバム
| 枚                               | 発売日        | タイトル                                                   | 規格品番                                                                | 最高位   |
| アポロン                         | アポロン      | アポロン                                                   | アポロン                                                                | アポロン |
| -------------------------------- | ------------- | ---------------------------------------------------------- | ----------------------------------------------------------------------- | -------- |
| 1st                              | 1990年7月1日  | 徳永英明Live                                               | APCA-9002                                                               | 6位      |
| 2nd                              | 1994年9月14日 | Live 1994                                                  | APCA-9005                                                               | 33位     |
| ユニバーサルシグマ / A&Mレコード |               |                                                            |                                                                         |          |
| 3rd                              | 2014年9月3日  | STATEMENT TOUR FINAL at NAGOYA CENTURY HALL                | UMCK-9686（初回限定盤A） UMCK-9687（初回限定盤B） UMCK-1486/7（通常盤） | 8位      |
| 4th                              | 2016年6月8日  | Concert Tour 2015 VOCALIST & SONGS 3 FINAL at ORIX THEATER | UMCK-9842（初回限定盤） UMCK-1542/3（通常盤）                           | 13位     |
| 日本コロムビア                   |               |                                                            |                                                                         |          |
| 5th                              | 2024年6月19日 | Concert Tour 2023 ALL BEST 2                               | COZB-2103/5（Blu-ray付初回限定盤） COCB-54370/1（通常盤）               | 17位     |

### ボックス・セット
| 枚                               | 発売日         | タイトル                                            | 規格品番                                                                                     | 最高位    |
| キティMME                        | キティMME      | キティMME                                           | キティMME                                                                                    | キティMME |
| -------------------------------- | -------------- | --------------------------------------------------- | -------------------------------------------------------------------------------------------- | --------- |
| 1st                              | 2001年12月5日  | 一期一会 徳永英明15周年スペシャルメモリアルボックス | UMCK-1079/83                                                                                 |           |
| ユニバーサルミュージック         |                |                                                     |                                                                                              |           |
| 2nd                              | 2002年11月20日 | Presence 1986-1998 Complete Box                     | UMCK-9023                                                                                    | 98位      |
| 3rd                              | 2002年11月20日 | Hideaki Tokunaga Live & Clips DVD〜魚達の記録〜     | UMBK1041/5                                                                                   |           |
| ユニバーサルシグマ / A&Mレコード |                |                                                     |                                                                                              |           |
| 4th                              | 2008年4月9日   | VOCALIST BOX                                        | UMCK-9207/9（初回盤A） UMCK-9210（初回盤B） UMCK-9211/6（初回盤C） UMTK-9001/3（カセット盤） | 7位       |
| 5th                              | 2009年2月25日  | SINGLES BEST BOX                                    | UMCK-9264/7（パターン1） UMCK-9268（パターン2）                                              | 40位      |
| 6th                              | 2010年3月31日  | 2009 Live Special Edition                           | UMBK-9219                                                                                    |           |
| 7th                              | 2010年12月29日 | 25th Anniversary Premium Box DVD                    | UMBK-9229/47                                                                                 | 29位      |
| 8th                              | 2010年12月29日 | 25th Anniversary Premium Box Singles                | UMCK-9401/46（CD MAXI） UMEK-9001（USB）                                                     | 100位     |

### 映像作品

#### ライブ・ビデオ
| 枚                               | 発売日         | タイトル                                                                | 規格品番                                                              | 最高位   |
| アポロン                         | アポロン       | アポロン                                                                | アポロン                                                              | アポロン |
| -------------------------------- | -------------- | ----------------------------------------------------------------------- | --------------------------------------------------------------------- | -------- |
| 1st                              | 1988年11月21日 | LIVE SPECIAL VOL. 1 DEAR                                                | 48H-1004（VHS）                                                       |          |
| 2nd                              | 1988年11月21日 | LIVE SPECIAL Vol. 2 SOUND SHOWER SINCERELY                              | 48H-1005（VHS）                                                       |          |
|                                  | 1988年12月16日 | DEAR TO SINCERELY                                                       | 88AL-1001（LD）                                                       |          |
| 3rd                              | 1989年11月21日 | myself Vol. 1                                                           | APVF-4001（VHS）                                                      |          |
| 4th                              | 1989年11月21日 | myself Vol. 2                                                           | APVF-4002（VHS）                                                      |          |
|                                  | 1989年12月16日 | myself                                                                  | APLF-4001（LD）                                                       |          |
| 5th                              | 1992年7月1日   | Revolution on Film                                                      | APVF-4009（VHS） APLF-4009（LD）                                      |          |
| トニーズグッズ                   |                |                                                                         |                                                                       |          |
| 6th                              | 1998年5月1日   | Concert Tour 1997 "Ballade of Ballade" FINAL 完全版                     | VHS                                                                   |          |
| キングレコード                   |                |                                                                         |                                                                       |          |
| 7th                              | 2000年11月20日 | LIVE AND CLIP TRACK                                                     | KIBM-10/11（DVD）                                                     |          |
| ユニバーサルミュージック         |                |                                                                         |                                                                       |          |
| 8th                              | 2003年11月19日 | 2001 to 2003 僕らの夢は今始まったばかり                                 | UMBK-1060（DVD）                                                      |          |
| ユニバーサルシグマ / A&Mレコード |                |                                                                         |                                                                       |          |
| 9th                              | 2005年12月21日 | VOCALIST TRACKS                                                         | UMBK-9132/4（初回限定盤） UMBK-1185/7（通常盤）                       | 58位     |
| 10th                             | 2007年2月28日  | Beautiful Lives                                                         | UMBK-9159/61（初回限定盤DVD-BOX） UMBK-1117/8（通常盤）               | 20位     |
| 11th                             | 2008年2月27日  | 薬師寺LIVE                                                              | UMBK-9198/9（初回限定盤DVD） UMBK-1125（通常盤DVD） UMXK-1011（BD）   | 14位     |
| 12th                             | 2008年8月13日  | VOCALIST & SONGS〜通算1000回メモリアル・ライヴ                          | UMBK-9200/1（初回限定盤DVD） UMBK-1130（通常盤DVD） UMXK-1001（BD）   | 5位      |
| 13th                             | 2009年7月29日  | CONCERT TOUR '08-'09 SINGLES BEST                                       | UMBK-1136（通常盤DVD） UMBK-9209（初回限定盤DVD） UMXK-1002（BD）     | 20位     |
| 14th                             | 2010年3月31日  | CONCERT TOUR 2009 WE ALL                                                | UMBK-1146（DVD） UMXK-1009（BD）                                      | 13位     |
| 15th                             | 2010年3月31日  | A DAY OF RED SUN OF RED SUN VII THE FINAL 赤い太陽の日VII               | UMBK-1147（DVD） UMXK-1010（BD）                                      | 13位     |
|                                  | 2010年3月31日  | 2009 LIVE SPECIAL EDITION                                               | UMBK-9219（初回限定DVD-BOX）                                          | 13位     |
| 16th                             | 2011年4月13日  | Concert Tour 2010 VOCALIST & SONGS 2                                    | UMBK-9233（初回限定盤DVD） UMBK-1163（通常盤DVD） UMXK-1008（BD）     | 26位     |
| 17th                             | 2012年5月9日   | 25th Anniversary Concert Tour 2011 VOCALIST & BALLADE BEST FINAL 完全版 | UMBK-9251（初回限定盤DVD） UMBK-1173（通常盤DVD） UMXK-1007（BD）     | 4位      |
| 18th                             | 2013年3月20日  | Concert Tour 2012 VOCALIST VINTAGE & SONGS                              | UMBK-9263（初回限定盤DVD） UMBK-1198（通常盤DVD） UMXK-1022（BD）     | 20位     |
| 19th                             | 2014年3月12日  | Concert Tour 2013 STATEMENT                                             | UMBK-1209（DVD） UMXK-1027（BD）                                      | 9位      |
| 20th                             | 2016年3月30日  | Concert Tour 2015 VOCALIST & SONGS 3                                    | UMBK-1232（DVD） UMXK-1034（BD）                                      | 26位     |
| 21st                             | 2017年3月29日  | 30th ANNIVERSARY CONCERT TOUR 2016 ALL TIME BEST Presence               | UMBK-1246（DVD） UMXK-1043（BD）                                      | 30位     |
| 22nd                             | 2018年3月28日  | Concert Tour 2017 BATON                                                 | UMBK-9299/300（初回限定盤DVD） UMBK-1259（通常盤DVD） UMXK-1054（BD） | 18位     |
| 23rd                             | 2019年6月5日   | Concert Tour 2018 永遠の果てに                                          | UMBK-1272（DVD） UMXK-1067（BD）                                      | 12位     |
| 日本コロムビア                   |                |                                                                         |                                                                       |          |
| 24th                             | 2025年5月21日  | Concert Tour 2024 ALL BEST 3                                            | COBA-7476（DVD） COXA-1383（BD）                                      | 5位      |

#### ミュージック・ビデオ
| 枚                               | 発売           | タイトル                         | 規格品番                              | 最高位   |
| アポロン                         | アポロン       | アポロン                         | アポロン                              | アポロン |
| -------------------------------- | -------------- | -------------------------------- | ------------------------------------- | -------- |
| 1st                              | 1990年3月5日   | 君の青                           | APVF-4003（VHS） APMF-4001（LD）      |          |
| 2nd                              | 1992年11月21日 | 回帰線                           | APVF-5004（VHS）                      |          |
| 3rd                              | 1994年12月5日  | THE END OF A                     | APVF-4014（VHS） APLF-4014（LD）      |          |
| ユニバーサルシグマ / A&Mレコード |                |                                  |                                       |          |
| 4th                              | 2006年2月22日  | BEAUTIFUL CLIPS                  | UMBK-1089（DVD）                      | 34位     |
| 5th                              | 2011年1月19日  | PERFECT CLIPS -VOCALIST & SONGS- | UMBK-1157/60（DVD） UMXK-1012/3（BD） | 22位     |
| 6th                              | 2016年6月8日   | PERFECT CLIPS 〜1986-2016〜      | UMBK-1236/9（DVD） UMXK-1036/8（BD）  | 21位     |

### 参加作品
| 曲名                          | 発売   | 歌手               | 収録                                                   |
| ----------------------------- | ------ | ------------------ | ------------------------------------------------------ |
| 秋風                          |        | 德永英明           | 『We Are Flamingo Generation Volume 1』                |
| Rainy Blue                    |        | 德永英明           | 『We Are Flamingo Generation Volume 1』                |
| ウォーキン・ウォーキン        | 1985年 | 德永英明           | 『はらじゅくグラフィティ』                             |
| Memories                      | 1986年 | 葛城ユキ           | 『Ballade』                                            |
| 僕らが生まれた あの日のように | 1993年 | USED TO BE A CHILD | N/A                                                    |
| 海 その愛                     | 1997年 | 德永英明           | 『60 CANDLES』                                         |
| たそがれマイ・ラブ            | 2007年 | 德永英明           | 『the popular music』                                  |
| 別れのブルース                | 2007年 | 德永英明           | 『服部良一 〜生誕100周年記念トリビュート・アルバム〜』 |
| 悲しい酒                      | 2019年 | 德永英明           | 『Respect HIBARI -30 years from 1989-』                |
| 1+1                           | 2024年 | 德永英明           | 『みんなのスキマスイッチ』                             |

### 非売品CD
1. 風の言葉（1990年、べにばな国体 THEME SONG）
2. I'M FREE…（1998年、Ballade of Ballade memorial CD）
3. 君のいる場所に僕は生きてゆく（1999年、honesto memorial CD）
シングル「小さな祈り〜P.S.アイラヴユー」のカップリングとして収録された。曲調はこれとは異なりロック調。ミュージック・ビデオも製作され、「SINGLES BEST BOX」の特典映像として収録されている。
4. まほろば（2000年、remind memorial CD）
5. We All（2006年、A Day of Red Sun IV LIMITED SINGLE）
アルバム「WE ALL」の最後に収録。タイトルを小文字から大文字に変更し発表。歌詞はこれとは異なりThe Best of Glow Tourのエンディング「負けないでどんな時も」歌詞を一部取り入れたもので、曲調も異なる。
6. ことば（2007年、1000TH Live memorial CD）
2008年1月10日・11日に配布。後にシングル「愛が哀しいから」、アルバム「WE ALL」に収録。

## タイアップ一覧
| 曲名                         | タイアップ                                                                               | 備考                                                                                  |
| ---------------------------- | ---------------------------------------------------------------------------------------- | ------------------------------------------------------------------------------------- |
| 愛の中から                   | 九州朝日放送「モーニングモーニング」テーマソング                                         |                                                                                       |
| 夢に抱かれて                 | 旭化成ヘーベルハウスCMソング                                                             |                                                                                       |
| 輝きながら…                  | 1987年フジカラー「スーパーHR」CMソング                                                   |                                                                                       |
| 輝きながら…                  | サントリー「DAKARA」CMソング                                                             |                                                                                       |
| 輝きながら…                  | 大阪ガス・西部ガス「エコウィル」CMソング                                                 |                                                                                       |
| 風のエオリア                 | ナショナルエアコン「エオリア」CMソング                                                   |                                                                                       |
| BRAND-NEW WAVE               | グンゼ 社歌                                                                              | 1988年6月未発売曲                                                                     |
| 最後の言い訳                 | 関西テレビ制作・フジテレビ系『直木賞作家サスペンス』主題歌                               |                                                                                       |
| あなたにエオリア             | ナショナル「エオリア」CMソング                                                           | アルバム『REALIZE』収録「You're in the sky 〜Eolia〜」の日本語バージョン （未発売曲） |
| 恋人                         | ナショナル「エオリア」CMソング                                                           |                                                                                       |
| 君の青                       | テレビ東京開局25周年記念映画『ドンマイ』テーマソング                                     |                                                                                       |
| Myself 〜風になりたい〜      | 小田急電鉄ロマンスカー10000系（HiSE）CMソング                                            |                                                                                       |
| 心のボール                   | 福岡市市制100周年記念歌                                                                  | ASKAが楽曲提供                                                                        |
| あなたのために               | フジテレビ系ドラマ『悲しいほど好き! Mr.ダンディーお嬢さまに恋をする』 エンディングテーマ | 本人主演ドラマ                                                                        |
| 夢を信じて                   | アニメ『ドラゴンクエスト』主題歌                                                         |                                                                                       |
| 夢を信じて                   | フジテレビ系『めざましテレビ』ワールドキャラバン テーマソング                            | 「夢を信じて〜20th Anniversary Track〜」 のタイトルのリメイク版                       |
| 壊れかけのRadio              | TBS系ドラマ『都会の森』主題歌                                                            |                                                                                       |
| 道標                         | 小田急ロマンスカー CMソング                                                              |                                                                                       |
| Wednesday Moon               | カネボウ「ZENITH」CMソング                                                               | CMに本人も出演                                                                        |
| LOVE IS ALL                  | 月桂冠CMソング                                                                           |                                                                                       |
| Revolution                   | 「ブティックJOY」CMソング                                                                |                                                                                       |
| 絆                           | 大和證券CMソング                                                                         |                                                                                       |
| 桜                           | NTT CMソング                                                                             |                                                                                       |
| 恋の行方                     | 関西テレビ制作・フジテレビ系ドラマ『旅情サスペンス』主題歌                               |                                                                                       |
| 恋の花                       | ソシア21（ブライダルサロン）CMソング                                                     |                                                                                       |
| FRIENDS                      | 映画『シンガポールスリング』主題歌                                                       | 德永英明が原案を担当した映画                                                          |
| 僕のそばに                   | TBS系ドラマ『オレたちのオーレ!』主題歌                                                   |                                                                                       |
| 永遠の果てに                 | 「ヴィクトリア」CMソング                                                                 |                                                                                       |
| 未来飛行                     | 毎日放送制作・TBS系『世界ウルルン滞在記』エンディングテーマ                              |                                                                                       |
| 誓い                         | TBS系『噂の!東京マガジン』エンディングテーマ                                             |                                                                                       |
| 青い契り                     | フジテレビ系『HEY!HEY!HEY!』エンディングテーマ                                           |                                                                                       |
| 僕のバラード                 | 日本テレビ系『ザ・サンデー＋30』エンディングテーマ                                       |                                                                                       |
| 追憶                         | TBS系『世界・ふしぎ発見!』エンディングテーマ                                             |                                                                                       |
| オリオンの炎                 | フジテレビ系『金曜エンタテイメント』エンディングテーマ                                   |                                                                                       |
| 種                           | 中部日本放送制作・TBS系ドラマ30『蔵の宿』主題歌                                          |                                                                                       |
| call                         | TBS系『スーパーサッカー』テーマソング                                                    |                                                                                       |
| 君をつれて                   | 日本テレビ系『ザ・サンデー』エンディングテーマ                                           |                                                                                       |
| 愛をください                 | NTT DoCoMo東海CMソング                                                                   |                                                                                       |
| 君は君でいたいのに           | TBS系『スーパーサッカー』テーマソング                                                    |                                                                                       |
| ボクニデキルコト             | テレビ朝日系アニメ『ガイキング LEGEND OF DAIKU-MARYU』主題歌                             |                                                                                       |
| 恋をしてゆこう               | JR東日本『大人の休日倶楽部』2006 CMソング                                                |                                                                                       |
| home                         | テレビ東京系「ワールドビジネスサテライト」テーマソング                                   |                                                                                       |
| happiness                    | TBS系『2時っチャオ!』エンディングテーマ                                                  |                                                                                       |
| happiness                    | 映画『旅の贈りもの 0:00発』挿入歌                                                        |                                                                                       |
| 抱きしめてあげる             | TBS系愛の劇場『スイート10〜最後の恋人〜』主題歌                                          |                                                                                       |
| 花束                         | フジテレビ系『金曜プレステージ』テーマ曲                                                 |                                                                                       |
| 愛が哀しいから               | 関西テレビ制作・フジテレビ系ドラマ『モンスターペアレント』主題歌                         |                                                                                       |
| ことば                       | 朝日生命保険CMソング                                                                     |                                                                                       |
| 小さな祈り〜P.S.アイラヴユー | 映画「P.S. アイラヴユー」日本版主題歌                                                    |                                                                                       |
| 砂時計                       | フジテレビ系『ウチくる!?』エンディング・テーマ                                           |                                                                                       |
| 砂時計                       | フジテレビフラワーネット TVCMイメージソング                                              |                                                                                       |
| 輝きの詩                     | テレビ東京系「田舎に泊まろう!」エンディング・テーマ                                      |                                                                                       |
| 透徹の空                     | 映画『銀色の雨』主題歌                                                                   |                                                                                       |
| Hello                        | ヤマザキ「ふんわり食パン」CMソング                                                       |                                                                                       |
| Hello                        | 日本テレビ系『スッキリ!!』2009年8月テーマソング                                          |                                                                                       |
| 時の流れに身をまかせ         | フジテレビ系『ウチくる!?』エンディング・テーマ                                           |                                                                                       |
| 春の雪                       | 東海テレビ制作・フジテレビ系『さくら心中』主題歌                                         |                                                                                       |
| 黄昏を止めて                 | トヨタ自動車「アイシス」CMソング                                                         | CMに本人出演                                                                          |
| 明日へ帰ろう                 | 東京海上日動火災保険 CMソング                                                            |                                                                                       |
| あの鐘を鳴らすのはあなた     | トヨタ自動車                                                                             |                                                                                       |
| 名前のないこの愛のために     | NHKドラマ10『シングルマザーズ』 主題歌                                                   |                                                                                       |
| STATEMENT                    | テレビ朝日木曜ミステリー「刑事110キロ」主題歌                                            |                                                                                       |
| あなたに逢えてよかった       | フジテレビフラワーネットTVCMイメージソング（2013年4月）                                  |                                                                                       |
| 君がくれるもの               | テレビ朝日ドラマ「科捜研の女」第15シリーズ 主題歌                                        | 第8話（2016年1月14日放送）分から採用                                                  |
| tomorrow                     | テレビ東京系ドラマ『警視庁ゼロ係〜生活安全課なんでも相談室〜SEASON５』主題歌             |                                                                                       |

## 楽曲提供
| 曲名                              | 発売   | 歌手        | 収録アルバム                     | 参加内容   |
| --------------------------------- | ------ | ----------- | -------------------------------- | ---------- |
| 日曜日も会いたい                  | 1988年 | 岡本南      | 『みなみかぜ』                   | 作曲       |
| 瞳の奥にネバーランド              | 1988年 | 岡本南      | 『みなみかぜ』                   | 作曲       |
| Song for you                      | 1988年 | 20世紀Jr.   | 『20Century's Magic』            | 作曲       |
| ラプソディ・イン・レイン          | 1989年 | 冴木杏奈    | 『Rhapsody in Rain』             | 作曲       |
| Sincerely Yours（大事な恋人たち） | 1989年 | 真弓倫子    | 『Sincerely Yours』              | 作曲       |
| DAYS                              | 1989年 | 沢田研二    | シングル                         | 作曲       |
| ルナ                              | 1989年 | 沢田研二    | 『彼は眠れない』                 | 作曲       |
| 矛盾                              | 1989年 | 小川範子    | シングル                         | 作曲       |
| バラ色の扉                        | 1989年 | 松田聖子    | 『Precious Moment』              | 作曲       |
| Real Mind                         | 1990年 | 川越美和    | 『Real Face』                    | 作曲       |
| 明日                              | 1991年 | 中村雅俊    | 『時の肖像』                     | 作曲       |
| かわいい嘘で眠らせて              | 1991年 | 古手川祐子  | 『Bonté』                        | 作曲       |
| 星と月のピアスと君の夢            | 2004年 | 彩恵津子    | 『Gentle Snow』                  | 作曲       |
| ドライフラワー                    | 2006年 | Zero        | 『第2集 Million 〜Zero Style〜』 | 作曲       |
| 明日へ…                           | 2007年 | 倖田來未    | 『BEST〜BOUNCE & LOVERS〜』      | 作曲       |
| 永遠に                            | 2007年 | KinKi Kids  | 『Ø』                            | 作曲       |
| 花華〜僕とあなた〜                | 2011年 | タッキー&翼 | 『TRIP & TREASURE』              | 作曲       |
| 鼓動                              | 2016年 | 平原綾香    | 『LOVE』                         | 作詞・作曲 |

## カバー
| 曲名            | 歌手                | 収録                                                                                               |
| --------------- | ------------------- | -------------------------------------------------------------------------------------------------- |
| レイニーブルー  | EXILE ATSUSHI       | ライブ・ビデオ「EXH SPECIAL EXILE ATSUSHI PREMIUM LIVE SOLO」                                      |
| レイニーブルー  | クリス・ハート      | カバー・アルバム「Heart Song III」                                                                 |
| レイニーブルー  | 島谷ひとみ          | カバー・アルバム「男歌〜cover song collection〜」                                                  |
| レイニーブルー  | 島津亜矢            | カバー・アルバム「SINGER3」                                                                        |
| レイニーブルー  | 清水翔太            | カバー・アルバム「MELODY」                                                                         |
| レイニーブルー  | John-Hoon           | アルバム「VOICE 2」                                                                                |
| レイニーブルー  | 谷村新司            | アルバム「STANDARD〜呼吸〜」                                                                       |
| レイニーブルー  | ダンデライオン      | アルバム「ダンデライオン3」                                                                        |
| レイニーブルー  | CHiYO               | カバー・アルバム「名曲集」                                                                         |
| レイニーブルー  | つるの剛士          | カバー・アルバム「つるのおと」                                                                     |
| レイニーブルー  | 古谷徹              | アルバム「Platinum Voice〜届けたい歌がある〜」                                                     |
| レイニーブルー  | Ms.OOJA             | カバー・アルバム「MAN -Love Song Covers 2-」                                                       |
| レイニーブルー  | 稔幸                | 企画カバー・アルバム「麗人 REIJIN」                                                                |
| レイニーブルー  | MINMI               | カバー・アルバム「THE HEART SONG COLLECTION」                                                      |
| レイニーブルー  | リタ・クーリッジ    | アルバム「Dancing With An Angel」                                                                  |
| レイニーブルー  | Little Glee Monster | アルバム「Colorful Monster」                                                                       |
| 輝きながら…     | Acid Black Cherry   | シングル「Greed Greed Greed」                                                                      |
| 風のエオリア    | 髙橋真梨子          | カバー・アルバム「No Reason 2 〜もっとオトコゴコロ〜」                                             |
| 風のエオリア    | チョー・ヨンピル    | ベスト・アルバム「ベスト〜釜山港へ帰れ」                                                           |
| あなたのために  | シャーリー・カーン  | シングル「あなたのために」                                                                         |
| 最後の言い訳    | 辛島美登里          | カバー・アルバム「Eternal-One」                                                                    |
| 最後の言い訳    | CHIHOMI             | カバー・アルバム「On/Off 〜Sea Breeze〜」                                                          |
| 最後の言い訳    | 古谷智志            | カバー・アルバム「全裸」                                                                           |
| 最後の言い訳    | 本多ルル            | カバー・アルバム「初心」                                                                           |
| 最後の言い訳    | 山本潤子            | カバー・アルバム「SONGS」                                                                          |
| 最後の言い訳    | リュ・シウォン      | アルバム「WISH」                                                                                   |
| 恋人            | 前川清              | カバー・アルバム「バラードセレクション 明日に」                                                    |
| 心のボール      | CHAGE and ASKA      | ベスト・アルバム「THE STORY of BALLAD」                                                            |
| 心のボール      | 浜田亜紀子          | アルバム「あるようでないようで、あるもの」                                                         |
| 夢を信じて      | INSPi               | カバー・アルバム「インスピ・復刻盤」                                                               |
| 夢を信じて      | LOVERIN TAMBURIN    | カバー・アルバム「JAP vol.5 animation japan cover tracks」                                         |
| 夢を信じて      | 柴田知美            | カバー・アルバム「Cover Collection」                                                               |
| 壊れかけのRadio | 池上ケイ            | 両A面シングル「Everlasting Snow/壊れかけのRadio」                                                  |
| 壊れかけのRadio | イソミチカズヒサ    | アルバム「破けない1ページ」                                                                        |
| 壊れかけのRadio | Water               | カバー・アルバム「Water Covers」                                                                   |
| 壊れかけのRadio | 大山百合香          | カバー・アルバム「Make On The Holiday Presents「COVERS FOR LOVERS」〜Yurika Sings J Love Songs〜」 |
| 壊れかけのRadio | 岡平健治            | カバー・アルバム「I LOVE GM」                                                                      |
| 壊れかけのRadio | 河村隆一            | カバーアルバム「evergreen anniversary edition                                                      |
| 壊れかけのRadio | 鬼龍院翔            | カバー・アルバム「オニカバー 90's」                                                                |
| 壊れかけのRadio | 侍                  | アルバム「SAMURAI LAND」                                                                           |
| 壊れかけのRadio | ZERO                | カバー・アルバム「Beautiful Songs II」                                                             |
| 壊れかけのRadio | 中井亮太郎          | |
| 壊れかけのRadio | 中西保志            | カバー・アルバム「Standards4」                                                                     |
| 壊れかけのRadio | 福山雅治            | |
| 壊れかけのRadio | 松下優也            | シングル「Naturally」完全生産限定盤NO.4                                                            |
| 壊れかけのRadio | 三咲舞花            | カバー・アルバム「10CARAT」                                                                        |
| 壊れかけのRadio | 港カヲル            | アルバム「俺でいいのかい 〜港カヲル、歌いすぎる〜」                                                |
| 壊れかけのRadio | 麗奈                | 企画カバー・アルバム「On/Off seven colors」                                                        |
| LOVE IS ALL     | 逢川まさき          | カバーアルバム「心音 -ココロオト-」                                                                |
| 僕のそばに      | 川上大輔            | シングル「天使の悪戯〜消えて 行かないで〜」                                                        |
| 僕のそばに      | 林部智史            | シングル「だきしめたい」                                                                           |
| 永遠の果てに    | 大橋卓弥            | シングル「SKY」                                                                                    |
| 太陽がいっぱい  | 置鮎龍太郎          | アルバム「愛ってどうよ〜タイムカプセル Vol．3〜ミレニアムシリーズ」                                |
| 愛が哀しいから  | 翁鈴佳              | ミニアルバム「LOVE&LOVE」                                                                          |
| Hello           | 佐田玲子            | ライブ・アルバム「クリスマスコンサート2009 奇跡」                                                  |

## 受賞
| 年     | 賞                             | 賞名                                             | 受賞作品             |
| ------ | ------------------------------ | ------------------------------------------------ | -------------------- |
| 1985年 | 第2回マリンブルー音楽祭        | '85グランプリ                                    | 「レイニー ブルー」  |
| 1986年 | FM東京リスナーズグランプリ     | ライオンリスナーズグランプリ・FM東京最優秀新人賞 | N/A                  |
| 1987年 | 香港十大作曲大賞               | 優秀作曲者賞                                     | 「BIRDS」            |
| 1988年 | 第8回日本作曲大賞              | 優秀作曲者賞                                     | 「風のエオリア」     |
| 1989年 | 第9回日本作曲大賞              | 優秀作曲者賞                                     | 「恋人」             |
| 1989年 | 第22回日本有線大賞             | 有線音楽賞                                       | 「恋人」             |
| 2006年 | 第20回日本ゴールドディスク大賞 | 企画・アルバム・オブ・ザ・イヤー                 | 『VOCALIST』         |
| 2006年 | 第48回日本レコード大賞         | 企画賞                                           | 『VOCALIST 2』       |
| 2007年 | 第21回日本ゴールドディスク大賞 | 企画・アルバム・オブ・ザ・イヤー                 | 『VOCALIST 2』       |
| 2007年 | 第49回日本レコード大賞         | 特別賞                                           | N/A                  |
| 2008年 | 第22回日本ゴールドディスク大賞 | 企画・アルバム・オブ・ザ・イヤー                 | 『VOCALIST 3』       |
| 2011年 | 第25回日本ゴールドディスク大賞 | 企画・アルバム・オブ・ザ・イヤー                 | 『VOCALIST 4』       |
| 2011年 | 第25回日本ゴールドディスク大賞 | 特別賞                                           | 「VOCALIST」シリーズ |
| 2015年 | 第57回日本レコード大賞         | 企画賞                                           | 「VOCALIST」シリーズ |
| 2017年 | 第59回日本レコード大賞         | 作詩賞                                           | 「バトン」           |

## 出演

### NHK紅白歌合戦出場歴
| 年度   | 放送回 | 回 | 曲目                      |
| ------ | ------ | -- | ------------------------- |
| 2006年 | 第57回 | 初 | 壊れかけのRadio           |
| 2007年 | 第58回 | 2  | 恋におちて -Fall in love- |
| 2008年 | 第59回 | 3  | Rainy Blue                |
| 2009年 | 第60回 | 4  | 壊れかけのRadio（2回目）  |
| 2010年 | 第61回 | 5  | 時の流れに身をまかせ      |
| 2011年 | 第62回 | 6  | 時代                      |
| 2012年 | 第63回 | 7  | 上を向いて歩こう          |
| 2013年 | 第64回 | 8  | 夢を信じて                |
| 2014年 | 第65回 | 9  | 花は咲く                  |
| 2015年 | 第66回 | 10 | 時代（2回目）             |

### ラジオ
- DJステーション（文化放送、1985年10月 - 1986年3月）
- ミュージックステーション（文化放送、1987年4月9日 - 1988年9月）
- From C Side（文化放送、1989年4月10日 - 1990年10月5日）
- 徳永英明・WHAT'S UP TOKUNAGA?（文化放送）
- 德永英明のバグースナイト（文化放送、2005年10月7日 - 2006年3月24日）
- 德永英明のオールナイトニッポン（ニッポン放送、1992年12月21日）
当時パーソナリティを務めていた加藤いづみの代役として、本人の夢であったオールナイトニッポンのパーソナリティを一夜限り実現させた。
- フリーキャンパスKYOTO金曜日（KBS京都、1987年4月3日 - 1988年3月25日）
- 德永英明のRadio days（FM東京、1993年4月3日 - 1994年12月31日）

### テレビ
- NHK紅白歌合戦（NHK総合・ラジオ第1、2006年-）
- FNS歌謡祭（フジテレビ、2010年12月4日他）
- HEY!HEY!HEY! MUSIC CHAMP（フジテレビ、2011年5月2日他）
- MUSIC FAIR（フジテレビ）
- Music Lovers（日本テレビ、2011年4月18日他）
- MUSIC STATION（テレビ朝日）
- SONGS（NHK総合、2011年5月11日他）
- 火曜曲!（TBS、2012年5月22、29日）
- スーパーサッカー（TBS、2001年、2006年12月23日[VTR出演]）

ほか多数

### テレビドラマ
- 悲しいほど好き! Mr.ダンディーお嬢さまに恋をする（1989年、フジテレビ）- 主演・神崎邦彦 役
- 都会の森（1990年、TBS）- 日下清彦 役

### 映画
- シンガポール・スリング（1993年） - 原案・エグゼクティブプロデューサー・音楽
- 旅の贈りもの 0:00発（2006年）

### CM
- カネボウ「ZENITH」（1990年）
- トヨタ自動車「アイシス」（2011年）

### その他
- 青春の誓い／中井貴一　- カラオケの映像に出演（自転車に乗っている青年）、1987年10月29日放送「ザ・ベストテン」で紹介された。

## コンサート
| タイトル                                                            |                                 |        |
| タイトル                                                            | 公演日程                        | 公演数 |
| ------------------------------------------------------------------- | ------------------------------- | ------ |
| Concert Tour '87 〜BIRDS〜                                          | 1987年4月27日 - 8月25日         | 16     |
| Concert Tour '87〜'88 〜BIRDS TOUR PARTⅡ〜                          | 1987年12月1日 - 1988年2月10日   | 18     |
| "Eoria" Live Special Concert Tour '88 〜DEAR〜                      | 1988年4月22日 - 7月31日         | 53     |
| Concert Tour '89 〜DEAR ENCORE LIVE〜                               | 1989年1月9日 - 31日             | 12     |
| "Eoria" Live Special Concert Tour '89 〜REALIZE〜                   | 1989年5月15日 - 10月12日        | 53     |
| Encore Tour '90 〜REALIZE〜                                         | 1990年1月11日 - 3月16日         | 26     |
| Concert Tour '90〜'91 〜JUSTICE〜                                   | 1990年10月13日 - 1991年4月4日   | 65     |
| Concert Tour '91〜'92 〜REVOLUTION〜                                | 1991年10月13日 - 1992年3月15日  | 67     |
| Concert Tour '92 〜REVOLUTION SPECIAL〜                             | 1992年3月27日 - 5月24日         | 25     |
| Concert Tour '93 〜ONE OF THEM〜                                    | 1993年3月8日 - 6月22日          | 39     |
| Concert Tour '94 〜Nostalgia〜                                      | 1994年1月12日 - 6月16日         | 59     |
| Nostalgia Encore Tour '95 〜THE END OF A〜                          | 1995年1月30日 - 4月20日         | 29     |
| Concert Tour '96 〜太陽の少年〜                                     | 1996年1月20日 - 6月29日         | 62     |
| bless tour 1997                                                     | 1997年3月26日 - 7月31日         | 47     |
| Concert Tour '97 〜Ballade of Ballade〜                             | 1997年11月3日 - 1998年1月17日   | 27     |
| Concert Tour '99 〜honesto〜                                        | 1999年6月5日 - 10月24日         | 51     |
| Concert Tour 2000 〜remind〜                                        | 2000年6月7日 - 10月22日         | 46     |
| 15th Anniversary Concert Tour 2001 〜The Best of Glow〜             | 2001年3月30日 - 5月20日         | 15     |
| Live House Tour 2003 〜Aoi Ginga no Yoru〜                          | 2003年6月5日 - 8月3日           | 16     |
| Concert Tour 2003 〜Kiiroi Shiawase no Tane〜                       | 2003年10月3日 - 2004年1月18日   | 25     |
| Concert Tour 2004 〜MY LIFE〜                                       | 2004年10月1日 - 2005年2月26日   | 35     |
| Live House Tour 2005 〜VOCALIST〜                                   | 2005年9月3日 - 10月23日         | 13     |
| 20th Anniversary Concert Tour 2006 〜Beautiful Ballade〜            | 2006年3月10日 - 7月1日          | 34     |
| 20th Anniversary Orchestra Concert Tour 2006 〜Beautiful Symphony〜 | 2006年10月15日 - 12月10日       | 12     |
| Live House Tour 2007 〜ONE NIGHT HEAVEN〜                           | 2007年4月7日 - 5月19日          | 10     |
| Concert Tour 2007〜2008 〜VOCALIST & SONGS〜                        | 2007年9月15日 - 2008年2月24日   | 40     |
| Concert Tour 2008〜2009 〜SINGLES BEST〜                            | 2008年9月13日 - 2009年3月15日   | 51     |
| Concert Tour 2009〜2010 〜WE ALL〜                                  | 2009年9月5日 - 2010年1月9日     | 37     |
| Concert Tour 2010 〜VOCALIST & SONGS 2〜                            | 2010年5月29日 - 11月28日        | 47     |
| 25th Anniversary Concert Tour 2011 〜VOCALIST & BALLADE BEST〜      | 2011年5月28日 - 11月27日        | 49     |
| Concert Tour 2012 〜VOCALIST VINTAGE & SONGS〜                      | 2012年9月1日 - 12月24日         | 33     |
| Concert Tour 2013 〜STATEMENT〜                                     | 2013年8月31日 - 12月24日        | 33     |
| Concert Tour 2015 〜VOCALIST & SONGS 3〜                            | 2015年6月6日 - 11月24日         | 43     |
| 30th Anniversary Concert Tour 2016 〜ALL TIME BEST Presence〜       | 2016年6月11日 - 12月27日        | 44     |
| Concert Tour 2017 〜BATON〜                                         | 2017年9月2日 - 12月24日         | 30     |
| Concert Tour 2018 〜永遠の果てに〜                                  | 2018年8月18日 - 2019年1月29日   | 30     |
| Concert Tour 2019 〜太陽がいっぱい Plein Soleil〜                   | 2019年8月17日 - 12月5日         | 31     |
| JAZZ LIVE 2019                                                      | 2019年12月14日 - 22日           | 8      |
| Live House Tour 2022 ALL BEST                                       | 2022年11月29日 - 2022年12月20日 | 6      |
| Concert Tour 2023 〜ALL BEST 2〜                                    | 2023年4月1日 - 7月2日           | 11     |
| Concert Tour 2024 ALL BEST 3                                        | 2024年4月6日 - 7月13日          | 19     |

## 書籍
- 由比良『未完成―徳永英明ストーリー』（自由国民社、1988年9月10日）
- 『DEAR - PHOTO ALBUM』（白泉社、1988年9月29日）- 写真集
- 『MYSELF』（CBS・ソニー出版、1990年9月29日）ISBN 4-7897-0505-6
- 『ONE OF THEM 夢の行方』（集英社、1993年8月5日）ISBN 4-0878-0195-0
- 『新版 MY SELF』（ソニー・マガジンズ文庫、1994年7月25日）ISBN 4-7897-0904-3
- 『半透明』（幻冬舎、2006年3月）